# Почиталин, Иван Яковлевич
Ива́н Я́ковлевич Почита́лин (1754 год — между 1797 и 1800 годами) — яицкий казак, входивший в ближайшее окружение Емельяна Пугачёва. Будучи одним из немногих грамотных казаков, по настоянию отца и заговорщиков из числа яицких казаков, прибыл к скрывавшемуся Пугачёву накануне начала восстания и стал автором первого «царского» указа самозванца. Был назначен личным секретарём «императора», а позднее − секретарём Военной коллегии восставших. Входил в ближайший круг Пугачёва и был его любимцем. Пугачёв был посажённым отцом на свадьбе Почиталина, сам Почиталин стал одним из сватов на «царской» свадьбе Пугачёва с яицкой казачкой Устиньей Кузнецовой. После поражения восставших был пленён и приговорён к каторге в Балтийском порту. Александр Сергеевич Пушкин отзывался об указах, написанных Почиталиным, как об «удивительных образцах народного красноречия».

## Биография

### Первый секретарь «императора»
Отец Ивана Почиталина, Яков Филатович Почиталин, был сторонником войсковой партии в Яицком войске и одним из участников восстания 1772 года, но сумел избежать наказания. Сам Иван обучался грамоте, чем в то время могли похвастать не все яицкие казаки. После разгрома Яицкого казачьего восстания 1772 года немалое количество активных участников восстания укрылось от расправы на дальних хуторах в междуречье Яика и Волги (главным образом, на Узенях), где они обсуждали возможность нового выступления за возвращение старинных казачьих вольностей, отнятых правительством Российской империи и поддержавшей его политику войсковой старши́ной. Появление в землях Яицкого войска в середине августа 1773 года донского казака Емельяна Пугачёва, объявившего себя императором Петром III, придало заговору новый смысл. С самого начала перед Пугачёвым и его единомышленниками встала задача найти грамотных людей, которые могли бы писать указы от имени «императора Петра Фёдоровича» (сам Пугачёв был неграмотен). Попытка найти таких людей в старообрядческих скитах на Иргизе была неудачной — Пугачёв едва избежал ареста, а бывший с ним в поездке содержатель Талового Умёта Степан Оболяев был схвачен. В связи с этим связникам Пугачёва в Яицком городке Дмитрию Лысову, Тимофею Мясникову и другим, среди которых был и Яков Почиталин, было поручено найти грамотеев из яицких казаков.
Самодержавнаго императора, нашего великаго государя, Петра Федаровича Всеросийскаго и прочая, и прочая, и прочая. Во имянном моем указе изображено Яицкому войску: как вы, други мои, прежным царям служили до капли своей до крови, дяды и отцы вашы, так и вы послужити за свое отечество мне, великому государю амператору Петру Федаравичу. Когда вы устоити за свое отечество, и ни истечет ваша слава казачья от ныне и до веку и у детей ваших. Будити мною, великим государем, жалованы: казаки и калмыки и татары. И которые мне, государю императорскому величеству Петру Федаравичу, винныя были, и я, государь Петр Федарович, во всех винах прощаю и жаловаю я вас: рякою с вершын и до усья и землею, и травами, и денежным жалованьям, и свиньцом, и порахам, и хлебныим правиянтам.
Из двух имевшихся грамотных казаков, которым могли доверять заговорщики, один был в отъезде, другой ответил отказом. Казаки собрались в доме Якова Почиталина обсудить возникшие затруднения, и один из заговорщиков, Козьма Фофанов, вдруг указал на сына Якова Почиталина, 19-летнего Ивана: «Да чем-де далеко-то ходить, да ещё искать, — вот у тебя Иванушка — свой грамотей, пошли-тка ево!» Несмотря на сомнения и отца, и сына, в том, что Иван сможет справиться с таким серьёзным делом, как написание «царских указов», казаки уговорили Якова Почиталина: «…он человек молодой, так лутче поднатореет. А за ето-де, сам ты знаешь, он будет человек, и не будет оставлен». Яков Почиталин согласился с этими доводами, дал сыну «чистое своё родительское благословение: как ты придёшь пред государя, так поклонись в землю, встань перед ним на колени, поцелуй руку и называй его Ваше Величество». Яков также передал через Ивана Пугачёву «зипун новый зелёной с золотым позументом, бешмет канаватный, кушак шелковый да шапку бархатную чорную», изначально припасённые для сына.
16 (27) сентября 1773 года Иван Почиталин, в сопровождении Тимофея Мясникова, прибыл к месту укрытия Пугачёва на речке Усихе, где его представили самозванцу как верного и знающего грамоту человека. Иван вручил Пугачёву одежду, переданную отцом. Когда Пугачёв объявил о назначении его своим секретарём, Иван предупредил, что пишет плохо. «Письма будет мало, и человек-де ты молодой, ещё выучисся», — последовал ответ «императора». Вскоре из Яицкого городка прискакал гонец, передавший, что коменданту правительственного гарнизона стало известно о месте укрытия «государя» и на его розыски выслана команда. Казаки свернули лагерь и выехали к хутору казака Толкачёва. В пути Пугачёв поручил Чике-Зарубину собрать на хутор всех единомышленников, а Почиталину — подумать над текстом царского указа к Яицкому войску: «Ну как народ сойдётца, а нас письменнова ничего нету, штоб могли народу объявить».
Иван Почиталин хорошо знал многие предания из истории Яицкого войска, в том числе и о легендарной грамоте царя Михаила Фёдоровича, в которой казакам была жалована «река Яик с вершины до устья». Присутствуя в доме отца при беседах казаков «войсковой партии», Иван прекрасно представлял себе, о каких старинных вольностях, отнятых правительством, были все их чаяния. Из этих положений и сложился текст первого указа «амператора Петра Федаравича». На хуторе Толкачёва Почиталин зачитал его прибывшим туда с окрестных хуторов и форпостов казакам. Как вспоминал Пугачёв после ареста: при чтении «все люди были тогда в великом молчании и слушали, как он приметить мог, весьма прилежно». Пугачёв обратился к собравшимся: «Хорошо ль? И вы слышали ль?», услышав в ответ всеобщие крики: «Хорошо! И мы слышали и служить тебе готовы!»
Отряд во главе с Пугачёвым, под старинными знамёнами, спрятанными Чикой-Зарубиным и другими повстанцами после поражения 1772 года, двинулся в сторону Яицкого городка. Во всех попутных казачьих селениях Почиталин зачитывал указ с неизменным всеобщим одобрением: в результате при подходе к Яицкому городку 18 сентября численность отряда достигла 300 человек. Навстречу восставшим из города вышел сводный отряд из казаков, под командой старшины Акутина, и гренадер правительственного гарнизона, под командой капитана Крылова. Посланный от Пугачёва казак передал список указа Акутину, с требованием прочесть его казакам. Акутин отказался, заявив, что считает государыней Екатерину, а список отдал Крылову, который прочёл его молча и спрятал в карман со словами: «Пропали вы, войско Яицкое!» Впоследствии именно этот список указа, написанный неуверенной рукой Почиталина на листе грубой серой бумаги, сохранился в архивах. 19 сентября Пугачёв направил в Яицкий городок ещё один свой указ, но в этот раз он поручил его написание не Почиталину, а пленённому накануне сержанту 6-й лёгкой полевой команды Кальминскому.

### Думный дьяк Военной коллегии

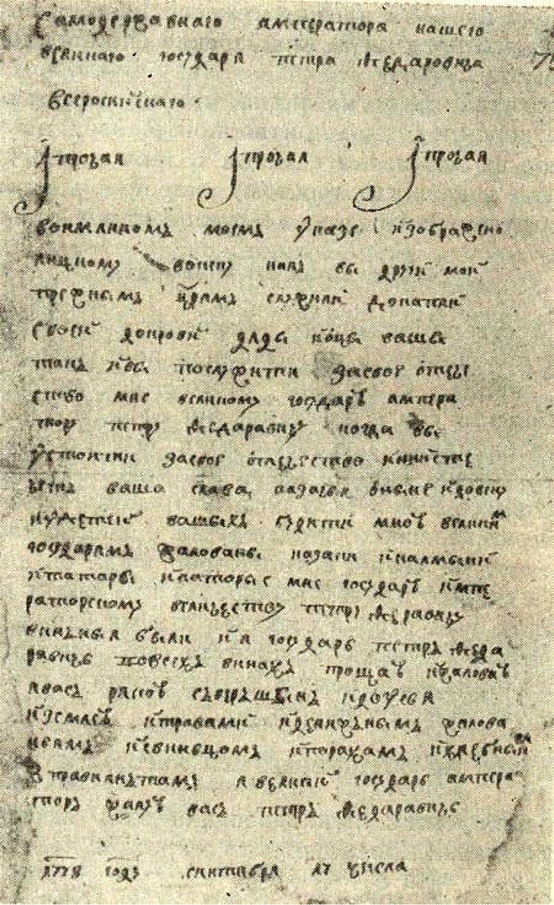
Именной указ Пугачёва яицкому казачеству

Иван Почиталин продолжал исполнять обязанности секретаря Пугачёва, став автором как минимум ещё 11 указов «Петра Фёдоровича», сохранившихся в архивах. В ноябре 1773 года он был назначен Пугачёвым на должность «думного дьяка Военной коллегии»: 

«Коль скоро пришол он в Берду, то приказал он Овчинникову, чтоб завести для письменных дел Военную коллегию и в оной судьями посадить: Андрея Витошнова, Максима Шигаева, Ивана Творогова, Данилу Скобычкина (и сей Скобычкин — яицкой же казак). Из оных только грамотей был Творогов, а те безграмотные. Секретарями посадил Ивана Почиталина и велел писатца дьяком, а Максиму Горшкову велел писатца секлетарем; повытчика Супонева, — имяни его не знает, — из яицких же казаков»— Протокол показаний Е. И. Пугачёва на допросе в Московском отделении Тайной экспедиции Сената 4—14 ноября 1774 г.
Его подписью скреплены все сохранившиеся указы повстанческой Военной коллегии за декабрь 1773-го — март 1774-го годов, есть основания утверждать, что ещё большее количество документов за подписью Пугачёва и Военной коллегии авторства Почиталина были утрачены. Как показывал на допросах судья Военной коллегии и полковник Илецкого полка Иван Творогов:

«(Пугачёв) разослал в ближния места указы свои (сочинял оные яицкий казак Иван Почиталин, названный потом думным дьяком), извещая о явлении своём и обольщая народ вольностию… Почему народ, прельщаясь на сказанные выгоды, с радостию со всех сторон стекался кучами в нашу толпу. И в короткое время одних башкирцев пришло с тысячи две, а крестьян — великое множество»— Протокол допроса И. А. Творогова 27 декабря 1774 г.
Осознавая, что слабые знания не позволяют ему добиться нужной степени качества стилистики и грамотности «царских указов», Почиталин пытался найти подлинные правительственные документы в качестве рабочего образца. Вскоре после создания Военной коллегии вместе с Максимом Шигаевым они нашли сборник напечатанных правительственных публичных указов. После этого работа над написанием посланий пугачёвской ставки стала легче, секретари компилировали в указах фразы подлинных документов, «выбирая лутчие речи из разных печатных и письменных указов». Впрочем, по признанию Почиталина, «они и по той выборке не умели порядочно речей сплести». С назначением секретарём в Военную коллегию пленного офицера Михаила Шванвича, Иван Почиталин в первую очередь попросил его составить для него русскую азбуку, по которой он мог бы продолжить обучение, «потому что он худо грамоте знает».
Почиталин постоянно находился при Пугачёве и пользовался его большим доверием и любовью. Во время одного из приездов Пугачёва в январе 1774 года в Яицкий городок Почиталин женился на дочери казака Головачёва, при этом сам Пугачёв был на его свадьбе посажённым отцом и взял на себя все расходы на свадьбу. Затем уже сам Почиталин вместе с Михаилом Толкачёвым 1 (12) февраля 1774 года выступили в качестве сватов, когда яицкие полковники уговорили Пугачёва взять в жёны 17-летнюю яицкую казачку Устинью Кузнецову. На допросе после ареста Почиталин рассказывал, что Пугачёв «любил меня, потому что из первых, с начала вступивших в его службу и писал ему о вступлении на царство манифест». В начале марта 1774 года Почиталин был в поездке вместе с Пугачёвым из Каргалы в Берды, в момент, когда тот распекал одного из яицких атаманов Дмитрия Лысова, остававшегося за одного из старших командиров в лагере главной армии в период отлучек Пугачёва в Яицкий городок. На Лысова было много жалоб от окрестных крестьян, что в поисках продовольствия для армии он грабит их и рукоприкладствует. Изрядно пьяный Лысов в ответ на упрёки вспылил и ударил ехавшего в санях Пугачёва пикой в бок. Самозванца спасла одетая под тулупом кольчуга, а второй удар отвёл подоспевший Почиталин, затем сбивший Лысова с коня. Лысов был повешен по приезде в Берды.

### Плен, суд и каторга
После поражения пугачёвцев 1 (12) апреля 1774 года под Сакмарским городком Почиталин был захвачен в плен и заключён в Оренбургский острог. В мае в Оренбург прибыл представитель секретных следственных комиссий С. И. Маврин, 8 (19) мая 1774 года подробно допросивший Почиталина. В первую очередь Маврина интересовало — не было ли участия представителей иностранных держав в организации бунта и кто был автором пугачёвских указов на немецком языке, встревоживших императрицу. Почиталин дал подробные показания об обстоятельствах появления «немецкого» указа − одного из многих посланий из пугачёвской ставки к оренбургскому губернатору Рейнсдорпу, переведённого на немецкий Михаилом Шванвичем. В донесении Екатерине II Маврин следующим образом охарактеризовал Почиталина: «Любимец Пугачёва. Упражнялся хотя в глупых пасквилях, но считал за царя Пугачёва от чистого сердца, и всюду следовал за ним. В убийстве людей не примечон и имеет расскаяние, хотя и поздно. От роду ему с небольшим 20 лет».
В ноябре 1774 года Почиталин был доставлен в Москву вместе с другими активными участниками восстания для проведения генерального следствия. По судебному приговору от 10 (21) января 1775 года было указано Почиталина «высечь кнутом и, вырвав ноздри, сослать на каторгу». Наказание проводилось 10 января на Болотной площади, где были казнены сам Пугачёв, Перфильев, Шигаев и другие. В тот же день Почиталина вместе с семью другими приговорёнными (среди которых были близкий товарищ его отца Денис Караваев и ещё один секретарь повстанческой Военной коллегии Максим Горшков) отправили в Ревель для последующего распределения по местам каторги. Для Почиталина таковым был назначен Балтийский порт в Эстляндской губернии, позднее туда же были доставлены Салават Юлаев с отцом Юлаем Азналиным. Пугачёвцы использовались при строительстве каменного мола в порту.
В 1777 году ревельский губернатор И. Сиверс направил в Сенат рапорт с предложением о переводе каторжников, среди которых был назван и Почиталин, на каторжные работы в Ревельскую гавань. Сиверс докладывал, что работы по сооружению мола в Балтийском порту остановлены и каторжники живут «праздно, без всякой работы». В январе 1778 года в ответе Сената Сиверсу было указано, что указанных каторжников «содержать с надлежащей осторожностью в том месте, где им быть назначено». Следующие 20 лет Почиталин и другие каторжники Балтийского порта в документах поимённо не упоминались. В 1790 году, во время русско-шведской войны, порт был захвачен десантом с двух шведских кораблей. Шведы сожгли казённые склады и несколько судов в гавани, но каторжников, запертых перед боем в тюремном каземате, эти события никак не затронули. Лишь в 1797 году, после вступления на престол Павла I, комендант Балтийского порта представил для правительства реестр «каторжным невольникам» в его попечении, в котором среди прочих пугачёвцев, которых в живых осталось шестеро, было вновь упомянуто имя Ивана Почиталина. Эстляндский губернатор Лангель в последующей переписке предложил отправить троих здоровых пугачёвцев, в том числе Почиталина, для каторжных работ в Нерчинск или Иркутск, ссылаясь на обременительность для казны содержать их при отсутствии подходящей работы. Но в сентябре 1797 года генерал-прокурор Куракин вновь указал на то, что положения давнего приговора в отношении пугачёвцев должны неукоснительно соблюдаться. В 1800 году командир инвалидной команды Балтийского порта майор Дитмар получил приказ принять под свою охрану всех каторжников. В отправленном им реестре заключённых значились имена лишь двоих пугачёвцев − Салавата Юлаева и Канзафара Усаева. Иван Почиталин умер в период между 1797-м и 1800-м годами, точная дата его смерти осталась неизвестной.

## Пушкин об указах Почиталина
Пушкин, изучавший документы пугачёвского восстания при работе над «Историей Пугачёва» и повестью «Капитанская дочка», обнаружил список первого указа Пугачёва, выполненный рукой Почиталина, в архиве Секретной экспедиции Военной коллегии и сделал с него копию карандашом, с сокращениями большинства слов. По цензурным соображениям он не привёл его полный текст в «Истории Пугачёва», лишь упомянув о нём в тексте, но затем привёл его полностью в «Замечаниях о бунте», отправленных 26 января (7 февраля) 1835 года Николаю I и не предполагавшихся к печати. В «Замечаниях…» Пушкин писал:

«Первое возмутительное воззвание Пугачёва к Яицким казакам есть удивительный образец народного красноречия, хотя и безграмотного. Оно тем более подействовало, что объявления, или публикации, Рейнсдорпа были писаны столь же вяло, как и правильно, длинными обиняками, с глаголами на конце периодов».— Акад. изд., т. 9, кн. 1, стр. 371
Ещё один свой отзыв об указе, написанном Почиталиным, Пушкин оставил в «Капитанской дочке» словами Петра Гринёва: воззвание было написано «…в грубых и сильных выражениях и должно было произвести опасное впечатление на умы простых людей». Пушкин не получил доступа к следственным делам пугачёвцев, а потому не узнал ни имени автора указа, ни обстоятельств его написания, но сумел оценить силу воздействия воззвания на яицких казаков. Высокая оценка Пушкина текста первого указа Пугачёва, как и внимание к другим документам из лагеря восставших, является примером интереса к «колоритным памятникам, запечатлевшим поэзию народного языка». Позднее связь указов Пугачёва (в том числе и за авторством Почиталина) с народным живым языком, сказовой и песенной культурой простого народа неоднократно становилась предметом исследования учёных историков и лингвистов.